# ستيفن وونغ
ستيفن وونغ (بالصينية: 王史提芬) هو دراج صيني، ولد في 28 أبريل 1988 في Dessel ‏ في بلجيكا.

## وصلات خارجية
- ستيفن وونغ على موقع الاتحاد الدولي للدراجات (الإنجليزية)
- ستيفن وونغ على موقع أرشيف الدراجات (الإنجليزية)
- ستيفن وونغ على موقع إحصائيات الدراجات الإحترافية (الإنجليزية)
- ستيفن وونغ على موقع نسبة الدراجات (الإنجليزية)
- ستيفن وونغ على موقع اللجنة الأولمبية الصينية (الإنجليزية)